# Ганс Бонер
Ганс Бонер (Йоганн Бонер, Ян Бонер, Йоан Бонер; пом. 15 грудня 1523, Краків) — німецький і польський банкір, підприємець, самоврядовець; польський шляхтич гербу Бонарова.

## Життєпис
Кредитор польського короля Сигізмунда І Старого з династії Ягайлонів. У 1521 році королівська скарбниця заборгувала Гансові Бонеру 139 000 злотих.
Староста рабштинський, ойцувський.
Володів кам'яницею на площі Ринок у Львові (Йоан Коснар отримав від батька своєї дружини Ядвіги 500 флоринів, за які купив мурований дім між будинками Бонера і Ніколауса Тички).
Похований, безсумнівно, у «своїй» каплиці Святого Духа в Маріяцькому костелі у Кракові, яку йому віддала Рада Кракова після 1511 року (Папа затвердив 19 липня 1513) і яку коштом банкіра приоздобив своїми іконами Ганс фон Кульмбах.